# Nevomo
Nevomo (conocida como Hyper Poland hasta 2020) es una empresa emergente de transporte polaca fundada en 2017. La empresa propone un sistema de transporte basado en Maglev que se puede adaptar a las vías ferroviarias existentes y trabajos futuros en un sistema Hyperloop .

## Historia
Nevomo se fundó en abril de 2017 bajo su nombre original Hyper Poland como una escisión de un equipo de estudiantes universitarios de la Universidad Tecnológica de Varsovia . El equipo de estudiantes había participado con éxito en la competencia Hyperloop Pod Competition II organizada por SpaceX en California. [1] A fines de 2018, la empresa había presentado ocho solicitudes de patente. En octubre de 2019, la empresa presentó su primer prototipo a escala 1:5 de la pista y el vehículo MagRail . [2] En 2020, la empresa comenzó a realizar pruebas en una pista a escala reducida. [3] Ese mismo año, la empresa cambió su nombre de Hyper Poland a Nevomo. 
En el primer trimestre de 2022, Nevomo completó la construcción de la pista de pruebas de levitación magnética pasiva más larga de Europa. La vía ferroviaria de 700 metros de longitud en el Voivodato de Subcarpacia en Polonia permite que los vehículos que utilizan la tecnología MagRail de la empresa viajen a velocidades de hasta 160 km/h. La instalación de todo el equipamiento necesario en la vía se completó en diciembre de 2022 y las pruebas comenzaron en la primavera de 2023. Las primeras pruebas de levitación estaban previstas para 2023.

## Tecnología
Nevomo está desarrollando un sistema de transporte propio similar al Maglev, que puede instalarse en la infraestructura ferroviaria existente. Las principales áreas de enfoque tecnológico de la empresa se centran en el desarrollo de un nuevo tipo de motor lineal , los sistemas de levitación y guía, la electrónica de potencia y los sistemas de control de posición, así como los sistemas de monitorización.La empresa prevé que primero se actualizará una vía ferroviaria con la tecnología MagRail de la empresa, que en una etapa posterior se encierra primero para reducir la resistencia, antes de convertirse finalmente en un Hyperloop completo  con un tubo de vacío. Como se espera que las etapas posteriores exijan muchos más años de desarrollo antes de que sean técnica y comercialmente viables, Nevomo se está centrando actualmente en un sistema "MagRail Booster" destinado a propulsar magnéticamente el material rodante existente reacondicionado, y un sistema completo "Levitating MagRail" que implementa Maglev mediante la modernización de las vías ferroviarias existentes.

## Fondos
La empresa ha obtenido una subvención de 16,5 millones de PLN del Centro Nacional de Investigación y Desarrollo (NCBiR) [8] y ha completado dos rondas de campañas de financiación colectiva de acciones en Seedrs con 3,7 millones de PLN. [9] En 2020, el fondo de capital privado Hütter de Gdynia , Polonia, se unió al grupo de inversores de la empresa.
A mediados de 2022, Nevomo recibió una financiación de 2,5 millones de euros del programa acelerador del Consejo Europeo de Innovación (EIC), que se ampliará con un componente de campaña de hasta 15 millones de euros del fondo EIC. Ese mismo año, EIT InnoEnergy, uno de los mayores inversores del mundo en innovación energética sostenible, también invirtió en la empresa. 